# Сканирующий классификатор подвижности частиц
Сканирующий классификатор подвижности частиц — прибор, позволяющий измерить с высоким разрешением размер и концентрацию частиц аэрозоля с диаметром от 2,5 нм до 1 мкм. Измерения длятся порядка минуты, что позволяет отслеживать состояние воздуха практически в режиме реального времени.

## Применения
Исследуемые частицы могут быть любой природы, в т.ч. химической или биологической. Прибор может быть использован для характеризации качества воздуха рабочей среды, в помещениях, для исследований выхлопов, биоаэрозолей, атмосферы, качества фильтрации, при токсикологическом тестировании.